# 剛果耀鯰
剛果耀鯰，為輻鰭魚綱鯰形目塘虱魚科的其中一種，分布於非洲剛果河中游流域，棲息在水底，體長可達20.5公分。

## 外部連結
剛果耀鯰的圖片 （页面存档备份，存于）

## 扩展阅读
維基物種上的相關：剛果耀鯰